# Michajłowskoje (Osetia Północna)
Michajłowskoje (ros. Михайловское) – wieś w Rosji, w Osetii Północnej, w rejonie prigorodnym. W 2021 liczyła 8460 mieszkańców.